# Rich Jones
Richard Wesley Jones, detto Rich (Memphis, 27 dicembre 1946), è un ex cestista statunitense, professionista nella ABA e nella NBA.

## Carriera
Cresciuto nella University of Memphis, è stato scelto dai Phoenix Suns nel draft NBA 1969, 58ª scelta assoluta, ma scelse di giocare in ABA a seguito della scelta fatta dai Dallas Chaparrals nel ABA Draft 1969.
Il primo anno da professionista viene ingaggiato dalla Pallacanestro Varese come straniero di Coppa e contribuirà alla prima vittoria nella Coppa Europa della formazione varesina, giocando 11 partite con oltre 20 punti di media a partita. Al termine di quell'anno farà ritorno a Dallas. Nella sua carriera ABA/NBA avrà una media di 15,6 punti e 7,4 rimbalzi a partita.

## Palmarès
- Campionato ABA: 1

New York Nets: 1976
- Coppa dei Campioni: 1

Pall. Varese: 1969-70

### Individuali
- ABA All-Star Game: 2

1973, 1974
- Ventiseiesimo migliore rimbalzista di sempre ABA
- Ventisettesimo miglior marcatore di sempre ABA
- Ventiseiesimo miglior giocatore per palle rubate di sempre ABA
- Ventottesimo per numero di assist di sempre ABA